# Читараке
Читараке (исп. Chitaraque) — город и муниципалитет в центральной части Колумбии, на территории департамента Бояка. Входит в состав провинции Рикаурте.

## История
Поселение, из которого позднее вырос город, было основано в 1621 году. Муниципалитет Читараке был выделен в отдельную административную единицу в 1790 году.

## Географическое положение

Муниципалитет Читараке

Город расположен в северо-западной части департамента, в гористой местности Восточной Кордильеры, на расстоянии приблизительно 51 километра к северо-северо-западу (NNW) от города Тунха, административного центра департамента. Абсолютная высота — 1697 метров над уровнем моря.
Муниципалитет Читараке граничит на северо-западе с территорией муниципалитета Сантана, на западе — с муниципалитетом Сан-Хосе-де-Паре, на юго-западе — с муниципалитетом Тогуи, на северо-востоке и востоке — с территорией департамента Сантандер. Площадь муниципалитета составляет 158 км².

## Население
По данным Национального административного департамента статистики Колумбии, совокупная численность населения города и муниципалитета в 2015 году составляла 5687 человек.
Динамика численности населения муниципалитета по годам:
| 2005 | 2006 | 2007 | 2008 | 2009 | 2010 | 2011 | 2012 | 2013 | 2014 | 2015 |
| ---- | ---- | ---- | ---- | ---- | ---- | ---- | ---- | ---- | ---- | ---- |
| 6711 | 6608 | 6501 | 6389 | 6294 | 6188 | 6089 | 5991 | 5888 | 5791 | 5687 |

Согласно данным переписи 2005 года мужчины составляли 53,5 % от населения Читараке, женщины — соответственно 46,5 %. В расовом отношении белые и метисы составляли 99,95 % от населения города; негры, мулаты и райсальцы — 0,03 %, индейцы — 0,02 %.
Уровень грамотности среди всего населения составлял 82,8 %.

## Экономика
Основу экономики Читараке составляет сельское хозяйство.

39,4 % от общего числа городских и муниципальных предприятий составляют предприятия торговой сферы, 38,3 % — промышленные предприятия, 21,3 % — предприятия сферы обслуживания, 1 % — предприятия иных отраслей экономики.